# Dobele
Dobele ( výslovnost) je město v Lotyšsku a správní centrum stejnojmenného kraje. Ve městě žije přibližně 8 600 obyvatel.